# Model d'electrons gairebé lliures
En la física de l'estat sòlid, el model d'electrons gairebé lliures (o model NFE i model d'electrons quasi lliures) és un model mecànic quàntic de propietats físiques dels electrons que es poden moure gairebé lliurement a través de la xarxa cristal·lina d'un sòlid. El model està estretament relacionat amb l'aproximació més conceptual de gelosia buida. El model permet la comprensió i el càlcul de les estructures de bandes electròniques, especialment dels metalls.
Aquest model és una millora immediata del model d'electrons lliures, en què el metall es considerava un gas d'electrons que no interacciona i els ions es descuidaven completament.

## Formulació matemàtica
El model d'electrons gairebé lliures és una modificació del model de gas d'electrons lliures que inclou una pertorbació periòdica feble destinada a modelar la interacció entre els electrons de conducció i els ions en un sòlid cristal·lí. Aquest model, com el model d'electrons lliures, no té en compte les interaccions electró-electró; és a dir, l'aproximació electrònica independent encara està vigent.
Tal com mostra el teorema de Bloch, la introducció d'un potencial periòdic a l'equació de Schrödinger dóna com a resultat una funció d'ona de la forma
{\displaystyle \psi _{\mathbf {k} }(\mathbf {r} )=u_{\mathbf {k} }(\mathbf {r} )e^{i\mathbf {k} \cdot \mathbf {r} }}on la funció {\displaystyle u_{\mathbf {k} }} té la mateixa periodicitat que la xarxa:
{\displaystyle u_{\mathbf {k} }(\mathbf {r} )=u_{\mathbf {k} }(\mathbf {r} +\mathbf {T} )}(on {\displaystyle T} és un vector de traducció de gelosia).
Com que és una aproximació d'electrons gairebé lliures, podem suposar-ho
{\displaystyle u_{\mathbf {k} }(\mathbf {r} )\approx {\frac {1}{\sqrt {\Omega _{r}}}}} on {\displaystyle \Omega _{r}} denota el volum d'estats de radi fix {\displaystyle r} (tal com es descriu a la paradoxa de Gibbs).
Una solució d'aquesta forma es pot connectar a l'equació de Schrödinger, donant lloc a l' equació central:
{\displaystyle (\lambda _{\mathbf {k} }-\varepsilon )C_{\mathbf {k} }+\sum _{\mathbf {G} }U_{\mathbf {G} }C_{\mathbf {k} -\mathbf {G} }=0}on {\displaystyle \varepsilon } és l'energia total i l'energia cinètica {\displaystyle \lambda _{\mathbf {k} }} es caracteritza per
{\displaystyle \lambda _{\mathbf {k} }\psi _{\mathbf {k} }(\mathbf {r} )=-{\frac {\hbar ^{2}}{2m}}\nabla ^{2}\psi _{\mathbf {k} }(\mathbf {r} )=-{\frac {\hbar ^{2}}{2m}}\nabla ^{2}(u_{\mathbf {k} }(\mathbf {r} )e^{i\mathbf {k} \cdot \mathbf {r} })}que, després de dividir per {\displaystyle \psi _{\mathbf {k} }(\mathbf {r} )}, es redueix a
{\displaystyle \lambda _{\mathbf {k} }={\frac {\hbar ^{2}k^{2}}{2m}}}si suposem que {\displaystyle u_{\mathbf {k} }(\mathbf {r} )} és gairebé constant i {\displaystyle \nabla ^{2}u_{\mathbf {k} }(\mathbf {r} )\ll k^{2}.}
Els paràmetres recíprocs {\displaystyle C_{\mathbf {k} }} i {\displaystyle U_{\mathbf {G} }} són els coeficients de Fourier de la funció d'ona {\displaystyle \psi (\mathbf {r} )} i l'energia potencial apantallada {\displaystyle U(\mathbf {r} )}, respectivament:
{\displaystyle U(\mathbf {r} )=\sum _{\mathbf {G} }U_{\mathbf {G} }e^{i\mathbf {G} \cdot \mathbf {r} }} {\displaystyle \psi (\mathbf {r} )=\sum _{\mathbf {k} }C_{\mathbf {k} }e^{i\mathbf {k} \cdot \mathbf {r} }}Els vectors {\displaystyle \mathbf {G} } són els vectors recíprocs de gelosia i els valors discrets de {\displaystyle \mathbf {k} } estan determinats per les condicions de contorn de la gelosia considerada.
Abans de fer l'anàlisi de la pertorbació, primer considerem el cas base al qual s'aplica la pertorbació. Aquí, el cas base és {\displaystyle U(x)=0}, i per tant tots els coeficients de Fourier del potencial també són zero. En aquest cas l'equació central es redueix a la forma
{\displaystyle (\lambda _{\mathbf {k} }-\varepsilon )C_{\mathbf {k} }=0}Aquesta identitat significa que per a cadascun {\displaystyle \mathbf {k} }, s'ha de complir un dels dos casos següents:
1. {\displaystyle C_{\mathbf {k} }=0} ,
2. {\displaystyle \lambda _{\mathbf {k} }=\varepsilon }

Si {\displaystyle \varepsilon } és un nivell d'energia no degenerat, llavors el segon cas es produeix només per a un valor de {\displaystyle \mathbf {k} }, mentre que per a la resta {\displaystyle \mathbf {k} }, el coeficient d'expansió de Fourier {\displaystyle C_{\mathbf {k} }} és zero. En aquest cas, es recupera el resultat estàndard de gas d'electrons lliures:
{\displaystyle \psi _{\mathbf {k} }\propto e^{i\mathbf {k} \cdot \mathbf {r} }}Si {\displaystyle \varepsilon } és un nivell d'energia degenerat, hi haurà un conjunt de vectors de gelosia {\displaystyle \mathbf {k} _{1},\dots ,\mathbf {k} _{m}} amb {\displaystyle \lambda _{1}=\dots =\lambda _{m}=\varepsilon }. Després hi haurà {\displaystyle m} solucions d'ones planes independents de les quals qualsevol combinació lineal també és una solució:
{\displaystyle \psi \propto \sum _{j=1}^{m}A_{j}e^{i\mathbf {k} _{j}\cdot \mathbf {r} }}Ara deixem {\displaystyle U} siguin diferents de zero i petits. La teoria de la pertorbació no degenerada i la degenerada, respectivament, es poden aplicar en aquests dos casos per resoldre els coeficients de Fourier {\displaystyle C_{\mathbf {k} }} de la funció d'ona (corregir al primer ordre en {\displaystyle U} ) i el valor propi de l'energia {\displaystyle \varepsilon } (corregir a segon ordre a {\displaystyle U} ). Un resultat important d'aquesta derivació és que no hi ha cap canvi de primer ordre en l'energia {\displaystyle \varepsilon } en el cas de no degeneració, mentre que n'hi ha en el cas de degeneració (i gairebé degeneració), la qual cosa implica que aquest darrer cas és més important en aquesta anàlisi. En particular, al límit de la zona de Brillouin (o, de manera equivalent, en qualsevol punt d'un pla de Bragg), es troba una doble degeneració energètica que resulta en un canvi d'energia donat per:
{\displaystyle \varepsilon =\lambda _{\mathbf {k} }\pm |U_{\mathbf {G} }|}Aquesta bretxa d'energia entre les zones de Brillouin es coneix com la bretxa de banda, amb una magnitud de {\displaystyle 2|U_{\mathbf {G} }|}.

## Resultats
La introducció d'aquesta dèbil pertorbació té efectes significatius en la solució de l'equació de Schrödinger, el que resulta més significatiu en una bretxa de banda entre vectors d'ona en diferents zones de Brillouin.